# 阿瓦斯汉·奴尔霍加
阿瓦斯汉（1943年—2006年），原名阿瓦斯汉·奴尔霍加，女，中国哈萨克族作家，新疆乌鲁木齐人，中共党员。
1965年毕业于新疆大学中文系。1959年参加工作，1975年开始发表作品。1993年加入中国作家协会。

## 作品
著有长篇小说《残雪》、《鲜血》，中篇小说《母亲的愿望》、《心连心》、《回顾》、《爱与恨》，中篇小说集《母亲的心愿》、《故事全集》、《回忆》等。